# SN 1980A
SN 1980A – niepotwierdzona supernowa odkryta 21 lutego 1980 roku w galaktyce M+05-29-64A. W momencie odkrycia miała maksymalną jasność 15,50m.